# Cavallo Americano
Cavallo Americano, American Horse o Wašíčuŋ Tȟašúŋke in lingua lakota (Colline Nere, 1840 – Pine Ridge, 16 dicembre 1908), è stato un capo Lakota Oglala, statista, educatore e storico.
Cavallo Americano è famoso nella storia statunitense per essere stato una guida indiana dello United States Army ed un capo Oglala che promosse la convivenza pacifica con i bianchi e l'educazione del proprio popolo. Cavallo Americano si oppose a Cavallo Pazzo durante la Grande guerra Sioux del 1876-1877 ed il movimento della Danza degli spiriti del 1890, e fu un delegato Lakota a Washington.

## Gioventù

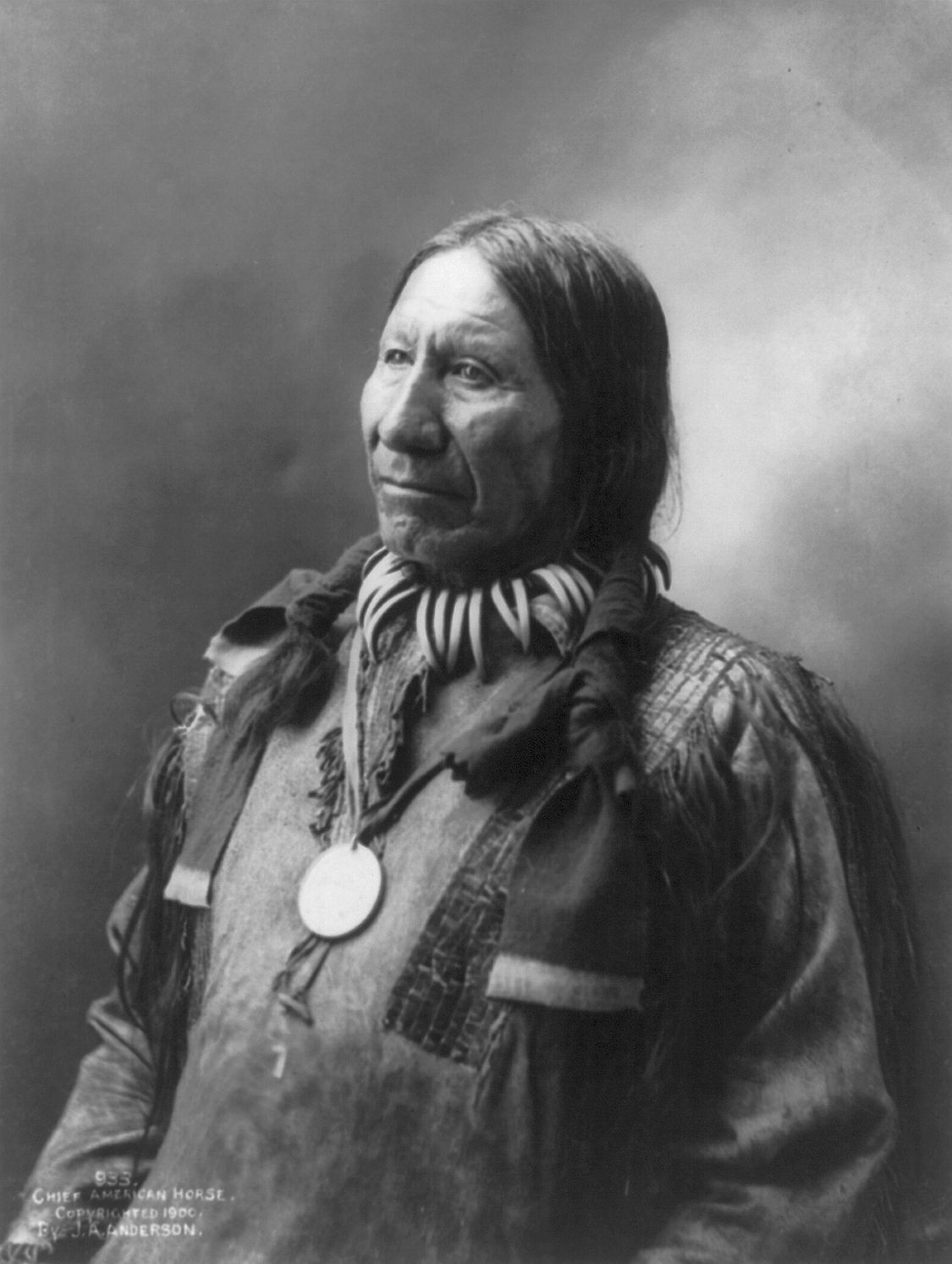
Cavallo Americano attorno al 1900

Cavallo Americano era originariamente noto come Manishnee ed il suo soprannome era Spider (Ragno). Quando nacque, suo nonno disse: 'Mettetelo al sole! Lasciate che chieda al bisnonno, il sole, il sangue caldo di un guerriero!'. Il padre Orso Seduto, capo dei Veri Oglala, fu ucciso in battaglia quando Cavallo Americano era ancora giovane, per cui fu allevato da uno zio. Da giovane partecipò alle scorrerie contro Crow e Shoshoni.
Cavallo Americano aveva circa 10 anni quando fu attaccato da guerrieri Crow mentre stava portando a bere una mandria di pony. Benché avesse poche possibilità di fuga, data la vicinanza del nemico, si dimostrò astuto ed intraprendente. Urlò contro i pony per convincerli a correre a casa, mentre lui si tuffò in un bosco di salici e vi si nascose. Una parte della mandria fu catturata quando ormai era quasi giunta al campo, rendendo possibile una controcarica, alla fine della quale i Crow fuggirono con i pony. La madre era affranta, convinta che suo figlio fosse stato ucciso o catturato, ma il ragazzo tornò illeso all'accampamento. Quando gli si chiese della sua fuga rispose: "Sapevo che non avrebbero rincorso una piccola preda quando ne avevano davanti una tanto grossa".
Un giorno fu scoperto un piccolo gruppo di Shoshoni nelle vicinanze. Nel pieno dell'eccitazione e dei preparativi per l'attacco, il giovane Cavallo Americano vide un grosso cervo dalla coda nera. Incapace di resistere alla tentazione, lanciò una freccia al cuore del cervo. Con i suoi compagni affamati si avventò sull'animale per togliergli il fegato e mangiarlo crudo. Si dice che uno degli uomini sia stato ucciso da un calcio dell'animale morente, ma i guerrieri ne morsero il fegato prima di partire all'inseguimento dei nemici in rotta. Si parla ancora oggi di come Cavallo Americano uccidesse un animale e banchettasse tra l'imboscata e l'attacco.

## Guida indiana dello United States Army
Nei primi anni 1870 Cavallo Americano si trasferì nell'agenzia di Nuvola Rossa. Si alleò con i Wagluhe di Fort Robinson e divenne cognato del capo Nuvola Rossa. Cavallo Americano fu subito assunto come guida indiana, e fu utilizzato spesso per calmare i giovani e reclutare nuove guide.

## Uccisione di Sioux Jim
Il colonnello Ranald Slidell MacKenzie, appena giunto a Camp Robinson, seppe che Sioux Jim si trovava tra i Wagluhe o nel villaggio Loafer guidato da Cavallo Blu. La mattina presto il maggiore Gordan guidò quattro compagnie di cavalleria al villaggio per arrestare Sioux Jim. Sioux Jim non fu trovato, ma Gordan ne catturò la moglie ed uno dei figli, e li riportò a Camp Robinson imprigionandoli. Capo Cavallo Blu fu arrestato per breve tempo per non aver ubbidito all'ordine di Mackenzie di denunciare gli indiani "ostili" presenti nel suo villaggio Waghule. Poco dopo la partenza delle truppe, Sioux Jim tornò al villaggio dove Cavallo Americano lo aspettava per arrestarlo. Nello scontro, Cavallo Americano sparò ed uccise Sioux Jim. La data della morte di Sioux Jim deriva dai resoconti di Mackenzie ai generali Crook e Sheridan, entrambi datati 2 settembre 1876. Secondo Eastman Cavallo Americano si limitò a ferire Jim, mentre fu un suo aiutante a sparare il colpo decisivo.

## Adozione del nome di Cavallo Americano

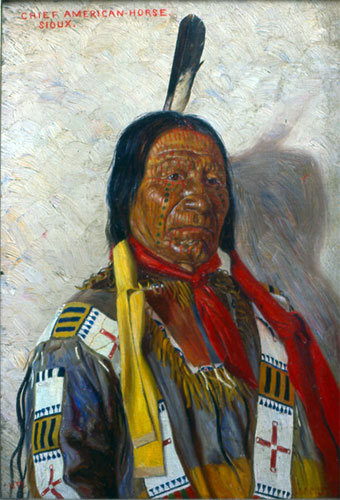
Dipinto di Cavallo Americano fatto da Elbridge Ayer Burbank, 1899

Vi sono due capi Lakota Oglala di nome Cavallo Americano nella storia statunitense. Lo storico George E. Hyde fa distinzione chiamando "Capo Cavallo Americano il Vecchio" il figlio del vecchio capo Smoke e cugino di Nuvola Rossa, e "Capo Cavallo Americano il Giovane" il figlio di Orso Seduto e cognato di Nuvola Rossa.
Il capo Cavallo Americano il Vecchio (Wašíčuŋ Tȟašúŋke) (1830-9 settembre 1876) divenne famoso come guerriero per il suo carisma, il coraggio spartano e l'onore. Cavallo Americano il Vecchio è famoso nella storia statunitense come uno dei principali capi alleati di Cavallo Pazzo durante la guerra di Nuvola Rossa e nella battaglia del Little Bighorn durante la grande guerra Sioux del 1876-1877. Cavallo Americano il Vecchio era figlio del vecchio capo Smoke, capo Oglala ed uno degli ultimi grandi Shirt Wearers, "Ogle Tanka Un", una prestigiosa società guerriera Lakota. Fu firmatario del trattato di Fort Laramie del 1868 con Nuvola Rossa e Cavallo Blu, suoi fratelli. Circa un mese dopo la firma del trattato del 1868, Cavallo Americano il Vecchio fu scelto come Shirt Wearer con Cavallo Pazzo, Giovane-Uomo-Impaurito-Dai-Suoi-Cavalli e Uomo Che Possiede Una Spada. Il 9 settembre 1876 Cavallo Americano il Vecchio fu ferito mortalmente nella battaglia di Slim Buttes mentre combatteva per proteggere la propria famiglia dall'invasione dei bianchi di “Paha Sapa“ (Colline Nere).
Cavallo Americano il Giovane guadagnò importanza durante la grande guerra Sioux del 1876-1877. Dopo aver saputo della morte di Cavallo Americano il Vecchio nella battaglia di Slim Buttes, Manishnee colse l'opportunità di farsi chiamare Cavallo Americano. Cavallo Americano il Giovane non era parente di Cavallo Americano il Vecchio. Era figlio di Orso Seduto, capo dei Veri Oglala, una tribù Oglala nemica del popolo di Smoke. Nel 1890 Cavallo Americano il Giovane disse a Charles Alexander Eastman di aver ereditato nome e titolo dello zio Cavallo Americano il Vecchio ucciso a Sim Buttes nel 1876. In seguito Cavallo Americano il Giovane disse che Cavallo Americano il Vecchio non era stato ucciso a Slim Buttes, ma da un capo poco importante di nome Piuma di Ferro o Scudo di Ferro. Disse anche che aveva personalmente ucciso il capitano William Judd Fetterman nella battaglia di Fetterman durante la guerra di Nuvola Rossa. Per questo le biografie di Cavallo Americano il Vecchio e Cavallo Americano il Giovane sono state unificate da alcuni storici. Sembra che in seguito Cavallo Americano abbia lasciato la guida del suo gruppo di guerrieri all'amico e ranchero James Cook. La clava del massacro di Fetterman è esposta presso il Agate Fossil Beds National Monument del Nebraska, un tempo parte del ranch di Cook. Il resoconto dell'autopsia militare ed i racconti indiani della battaglia dicono che Fetterman fu colpito da Cavallo Americano con una clava da guerra lunga un metro. Il guerriero scese poi da cavallo e gli tagliò la gola. Come per l'amico Cavallo Pazzo, non esistono fotografie o disegni di Cavallo Americano il Vecchio.

## Arresto di Cavallo Pazzo

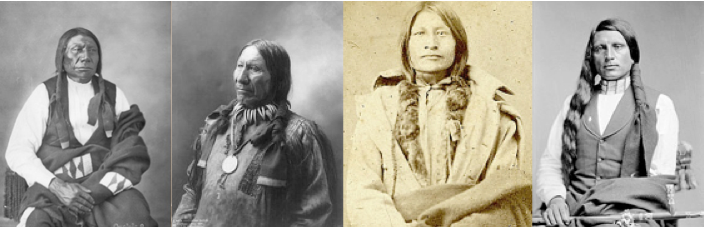
Capi Wagluhe dopo la battaglia del Little Big Horn: Da sinistra a destra: Cavallo Blu, Cavallo Americano, Tre Orsi e Camicia Rossa. I Wagluhe erano considerati dallo United States Army e dagli agenti indiani la tribù più progredita dei Lakota

Il 6 maggio 1877 Cavallo Pazzo si arrese a Fort Robinson. Nei successivi quattro mesi visse nel proprio villaggio nei pressi dell'agenzia di Nuvola Rossa. Cavallo Americano ed altri capi Oglala erano convinti che Cavallo Pazzo fosse una minaccia all'ordine pubblico, odiando i bianchi e volendo tornare a nord dalla moglie alla prima occasione. Temendo che un'ulteriore resistenza potesse minare i negoziati di pace che si stavano tenendo a Washington, i capi Oglala discussero su come "tranquillizzare" Cavallo Pazzo. Ma Cavallo Pazzo si rifiutò di partecipare all'incontro. Le voci del desiderio di Cavallo Pazzo di tornare al suo vecchio stile di vita iniziarono a girare nelle agenzie di Nuvola Rossa e Coda Chiazzata. Venuto a conoscenza dell'imminente crisi nell'agenzia di Nuvola Rossa, il generale Crook corse a Fort Robinson. Crook credeva che un dialogo privato con Cavallo Pazzo avrebbe ammorbidito la situazione, e partì per l'accampamento. Fu fermato da Vestito da Donna il quale aveva un messaggio che avvisava Crook della volontà di Cavallo Pazzo di ucciderlo nell'imminente consiglio. Crook si convinse che Cavallo Pazzo non stava scherzando, e tornò a Camp Robinson da dove mandò un messaggio di convocazione per i vari capi. Cavallo Pazzo ignorò la richiesta. I capi dissero a Crook che non approvavano la condotta di Cavallo Pazzo e che erano pronti a seguire il generale. Disse loro che avrebbero dovuto mostrare la loro lealtà arrestando Cavallo Pazzo. Si consultarono ed informarono Crook del fatto che avrebbero voluto farlo, ma che Cavallo Pazzo era un uomo disperato, e che secondo alcuni di loro sarebbe stato meglio ucciderlo. Crook esitò, e disse che in questo modo sarebbe diventato un assassino. Alla fine raggiunsero un accordo nel quale Cavallo Americano, Nuvola Rossa, Piccola Ferita e Giovane-Uomo-Impaurito-Dal-Suo-Cavallo accettarono di unirsi ai soldati per arrestare Cavallo Pazzo.
La mattina del 4 settembre 1877 otto compagnie del 3º cavalleria e 400 indiani si recarono presso il villaggio di Cavallo Pazzo, scoprendo che era fuggito durante la notte. Cavallo Pazzo era fuggito quasi da solo, ma tornò poco dopo all'agenzia di Coda Chiazzata con la moglie malata e fu arrestato dagli agenti indiani. Il mattino del 5 settembre 1877 Cavallo Pazzo ed il tenente Jesse M. Lee, agente indiano presso Coda Chiazzata, partirono per Fort Robinson. Giunti alla sera, il tenente Lee fu informato che avrebbe dovuto consegnare Cavallo Pazzo al capitano James Kennington, che l'avrebbe accompagnato al corpo di guardia. Una volta all'interno Cavallo Pazzo lottò con la guardia e Piccolo Grande Uomo e cercò di fuggire. Subito fuori dalla porta Cavallo Pazzo fu trafitto dalla baionetta di una delle guardie. Fu portato nell'ufficio dell'aiutante, dove fu curato dall'assistente chirurgo, il dottor Valentine McGillycuddy, e morì quella stessa notte.

## I Wagluhe

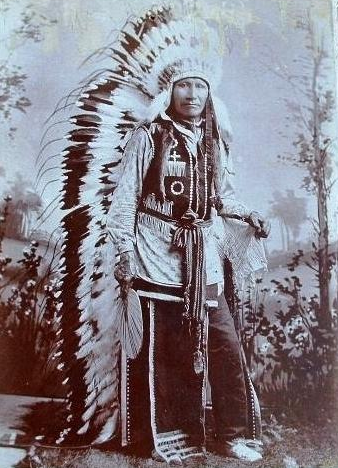
Cavallo Americano fu uno dei primi artisti di Wild Westing con Buffalo Bill Cody. Nel 1886 Cavallo Americano sostituì Toro Seduto come protagonista indiano della stagione 1886-1887

Delegazione Dakota a Washington, da sinistra a destra, Cane Rosso, Piccola Ferita, John Bridgeman (interprete), Nuvola Rossa, Cavallo Americano e Camicia Rossa. Giugno 1880

I Wagluhe sono una delle sette tribù di Lakota Oglala. La tribù Wagluhe è nota anche come Tribù Mocassino. Le sette tribù di Oglala Sioux sono Wagluhe, Ite Sica, Oyukpe, Wazaza, Tapisleca, Payabaya e Kiyaksa. Capo Smoke era un Oglala, uno degli ultimi grandi Shirt Wearers, una prestigiosa società guerriera. Il popolo di Smoke era una delle più importanti famiglie Lakota del XVIII e XIX secolo. Smoke fu uno dei primi capi Lakota ad apprezzare il potere dei bianchi e la necessità di un'alleanza. Nel 1849 Smoke trasferì il proprio campo Wagluhe a Fort Laramie dove lo United States Army aveva stanziato una guarnigione nella vecchia trading post per proteggere i convogli di rifornimenti dei migranti bianchi che percorrevano la pista dell'Oregon. Le famiglie Lakota degli altri campi che preferivano la sicurezza di Fort Laramie si unirono all'accampamento di Smoke. Smoke era consapevole della potenza dei bianchi, del loro numero e della conseguente futilità di una guerra. Osservò ed imparò le usanze dei bianchi. Alla fine degli anni 1850 alcuni Lakota dei campi di caccia al bisonte iniziarono ad irridere il campo di Smoke a Fort Laramie definendoli Wagluhe (Mocassini), ovvero il termine che usavano per indicare chi viveva con i parenti della moglie. D'altra parte alcuni Wagluhe consideravano i Lakota selvaggi degli zoticoni. Nel conflitto degli anni 1860 Fort Laramie assunse un'importanza militare e fu il punto di partenza dello United States Army nel corso della guerra di Nuvola Rossa. Nel 1864 Smoke morì e fu sostituito da Grande Bocca.
Tradizionalmente, nelle guerre tra tribù, un combattimento tra 50 guerrieri in cui due uomini restavano uccisi era considerata una grande battaglia. I Wagluhe di Fort Laramie seppero dei 50 000 caduti nei tre giorni della battaglia di Gettysburg del luglio 1863, e capirono cosa intendevano i bianchi parlando di battaglia. I Wagluhe ne impararono le usanze, ed erano considerati dagli statunitensi e dagli agenti indiani la tribù più progredita dei Lakota. I Wagluhe formarono un'amministrazione civile a Fort Laramie e Smoke nominò Cavallo Blu e Grande Bocca primi ufficiali di polizia. L'esercito statunitense concluse che, nonostante rimanessero dubbi sulla loro affidabilità, il ruolo dei Wagluhe come guide, amministratori civili e mediatori fu assolutamente essenziale. I Wagluhe furono i primi Oglala a far frequentare ai propri figli la Carlisle Indian Industrial School di Carlisle (Pennsylvania) ed i primi a partecipare al Wild Westing del colonnello "Buffalo Bill" Cody.
Dopo la battaglia del Little Bighorn e l'arresto di Cavallo Blu, Cavallo Americano divenne il portavoce della fazione progressista nell'agenzia di Nuvola Rossa e promosse una cooperazione nei programmi riformatori. Cavallo Americano fu influente ed energico nel sostenere la causa governativa. Quando Cavallo Americano divenne un capo i Wagluhe si divisero in tre tribù. Cavallo Blu rimase a capo di una di loro e Cavallo Americano e Tre Orsi guidarono le altre due. Anche Camicia Rossa fu un capo popolare e tenente di Tre Orsi. Questi capi avevano molto in comune. Cavallo Blu, Cavallo Americano, Tre Orsi e Camicia Rossa furono tutti tra le altre cose guide del 4º reggimento cavalleria.

## Conferenze di pace a Washington

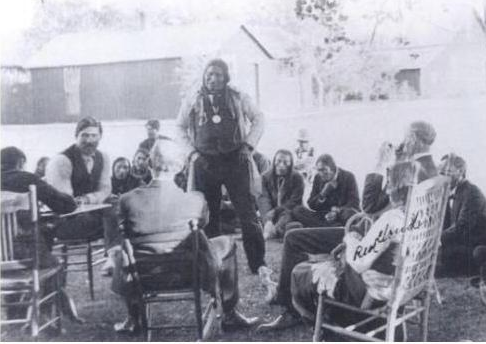
Consiglio tribale Oglala, Pine Ridge, Dakota del Sud, 1903. Cavallo Americano si trova in mezzo. Nuvola Rossa è seduto a destra

Cavallo Americano fu delegato a molti negoziati di pace a Washington. Durante i tumulti del 1865-1877, Cavallo Americano sostenne la necessità di allearsi al governo ad ogni costo, convinto dell'inutilità di una resistenza. Riuscì a calmare il popolo fino all'uccisione di Cavallo Pazzo. Quando scoppiò la crisi Cavallo Americano fu tra le persone che sostennero il governo. Da questo momento divenne un partecipante attivo negli affari dei Teton Sioux. Era famoso anche per la sua eloquenza, quasi sempre conciliante, non rinunciando a denunciare a volte i voltafaccia dei bianchi. Aveva modi gentili ed aveva un'ottima dialettica.

## Wild Westing
Il Wild Westing divenne molto popolare tra i Lakota, e fu per loro un'opportunità di sopravvivenza in un periodo in cui si credeva che i nativi americani fossero una razza in estinzione la cui unica speranza per la sopravvivenza fosse la trasformazione culturale. Tra il 1887 e la prima guerra mondiale oltre 1000 nativi parteciparono al Wild Westing di Buffalo Bill. Molti artisti di Wild Westing furono Oglala originari di Pine Ridge (Dakota del Sud). In un periodo in cui il Bureau of Indian Affairs ne promuoveva l'assimilazione, il colonnello Buffalo Bill Cody utilizzò la propria influenza con gli ufficiali governativi per ottenere la protezione degli artisti del suo Wild West.

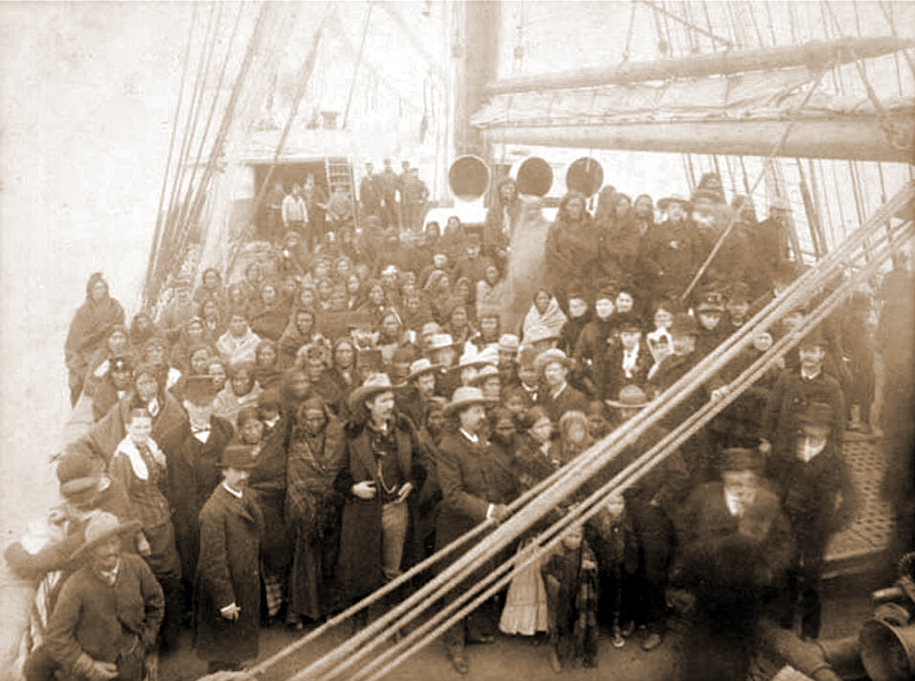
Il 31 marzo 1887 Cavallo Blu, Cavallo Americano e Camicia Rossa con le rispettive famiglie si imbarcarono sulla S.S. State of Nebraska a New York ed iniziarono un nuovo viaggio per i Lakota, attraversando l'oceano e giungendo in Inghilterra con Buffalo Bill per esibirsi per il Giubileo d'oro della regina Vittoria

Nel 1886 Cavallo Americano prese il posto di Toro Seduto come protagonista per la stagione 1886-1887. Un giornalista chiese a Cavallo Americano cosa pensasse dell'est ed egli rispose: "Ho visto così tante cose stupende e belle che sento il desiderio di andare nella foresta e coprire la testa con una coperta, così che non possa vedere altro e che possa avere il tempo di pensare a quello che ho già visto". Il 31 marzo 1887 Cavallo Americano, Cavallo Blu e Camicia Rossa con le rispettive famiglie si imbarcarono sulla S.S. State of Nebraska a New York City ed iniziarono un nuovo viaggio per i Lakota, attraversando l'oceano e giungendo in Inghilterra con Buffalo Bill per esibirsi per il Giubileo d'oro della regina Vittoria, per poi proseguire con spettacoli a Birmingham, Salford e Londra per cinque mesi. La truppa era composta da 97 indiani, 18 bisonti, 2 cervi, 10 alci, 10 muli, 5 manzi del Texas, 4 asini e 108 cavalli.
Buffalo Bill trattò i suoi dipendenti nativi americani alla pari dei cowboy bianchi. I Wild Wester ricevevano buoni salari, trasporti, alloggio, cibo abbondante e regali di vestiti e soldi da Buffalo Bill alla fine di ogni stagione. I Wild Wester erano impiegati come attori, interpreti e reclutatori. Gli uomini ricevevano soldi per sé e per le loro famiglie rimaste nella riserva. Le donne ricevevano compensi extra per i bambini, ed inoltre vendevano anche prodotti di artigianato tradizionale Lakota. Lo spettacolo assoldava famosi maschi anziani indiani per apparire nelle parate. Noto come "Show Indians", i Wild Westers Oglala si facevano chiamare "Oskate Wicasa" o "Show Man", un titolo onorifico. Nel 1887 il Wild Westing era diventato una tradizione familiare per molte centinaia di famiglie di Pine Ridge, in modo simile a quanto accade al giorno d'oggi per le famiglie circensi. I figli di Cavallo Americano, Ben Cavallo Americano e Samuel Cavallo Americano facevano parte del Carlisle Wild Westers e fungevano anche da interpreti.

## Carlisle Indian Industrial School

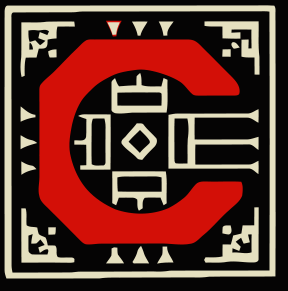
Carlisle era una scuola unica ed è considerata da alcuni nativi americani al pari di Yale, Princeton o Cambridge

### Storia

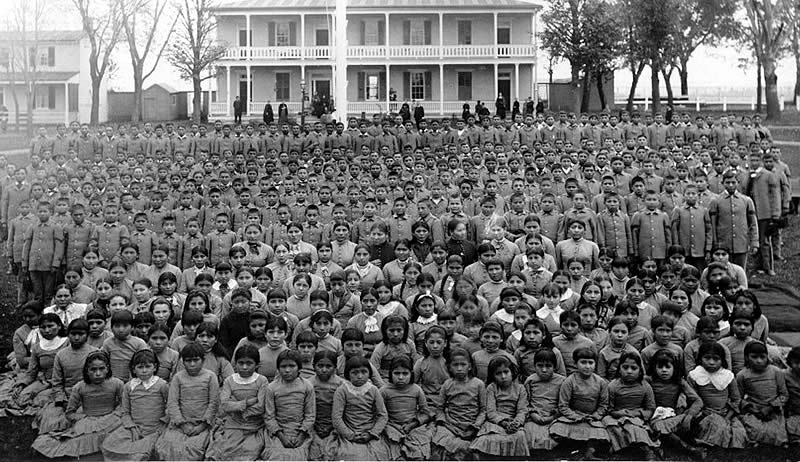
I figli dei capi Wagluhe frequentano la prima classe della Carlisle Indian Industrial School a Carlisle, Pennsylvania, nel 1879

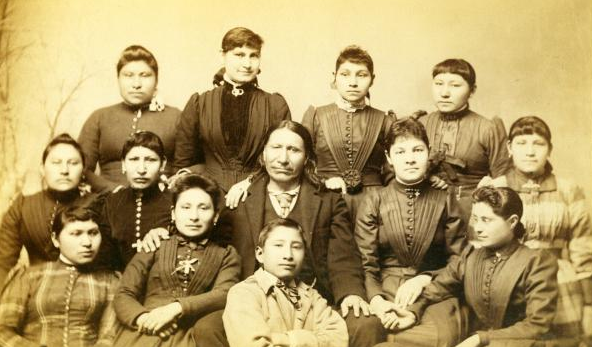
Cavallo Americano a Carlisle, 1882, con la figlia Maggie Stands Looking ed altri studenti ed insegnanti indiani. Maggie Stands Looking fu una degli studenti modello del capitano Pratt

La Carlisle Indian Industrial School di Carlisle (Pennsylvania) fu il collegio modello indiano degli Stati Uniti d'America dal 1879 al 1918. Carlisle fu il primo collegio indiano posto lontano dalla riserva, nell'est degli Stati Uniti, in un ambiente libero dai pregiudizi dell'ovest e dall'influenza delle culture native. Carlisle offriva un percorso di opportunità e speranza nel periodo in cui le persone credevano che i nativi fossero una razza in estinzione. Carlisle fu fondata sul principio che i nativi americani fossero uguali ai bianchi e che i loro figli, immersi nella cultura dei bianchi, avrebbero migliorato la propria conoscenza. Nel corso degli anni Carlisle si trasformò da scuola commerciale a scuola di preparazione con facoltà uniche. Frequentare la Carlisle era considerato da alcuni indiani come andare a Yale, Princeton o Cambridge e la tradizione familiare di frequentare la Carlisle (in stile Harvard) divenne un orgoglio. Carlisle fu una scuola unica e produsse una nuova generazione di capi nativi americani.

### Capitano Pratt e Cavallo Americano

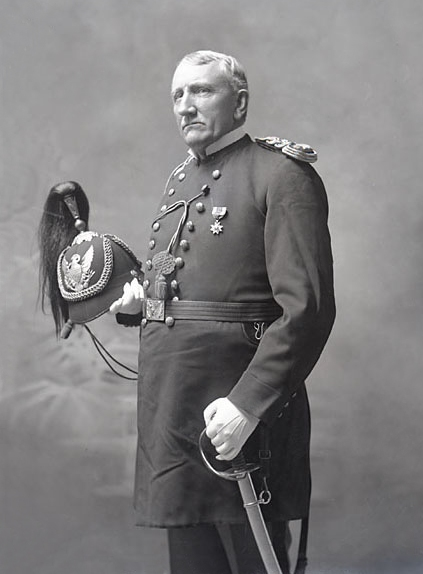
Il capitano Richard Henry Pratt, fondatore e sovrintendente della Carlisle Indian School

Cavallo Americano fu uno dei sostenitori dell'educazione per gli indiani, e suo figlio Samuel ed il nipote Robert furono tra i primi studenti della Carlisle. Mentre reclutava a Pine Ridge, il capitano Richard Henry Pratt trovò una dura opposizione da parte di Nuvola Rossa il quale rifiutava l'educazione dei bianchi e non aveva figli in età scolare. Ma Pratt non poté fare a meno di notare che Cavallo Americano si interessò molto a quello che stava dicendo. Cavallo Americano era cresciuto con un'influente politica tribale ed era a capo di un'ampia famiglia con due mogli ed almeno dieci figli. Era diventato un uomo sofisticato che si divideva tra la tradizione Lakota e la società bianca che lo circondava. Era diventato un politico scaltro e la sua amicizia con i bianchi fu un modo per ottenere concessioni per sé e per il suo popolo. Più di tutti Cavallo Americano era orgoglioso della propria sagacia. Aveva capito di dover scendere a compromessi con i bianchi, e forse addirittura vivere con loro, che gli piacesse o meno. Cavallo Americano accettò di iscrivere due figli e una figlia alla prima classe: Ben Cavallo Americano, Samuel Cavallo Americano e Maggie Stands Looking. Charles Alexander Eastman sostenne che "le sue figlie erano le più belle ragazze indiane di sangue puro che abbia mai visto".

### Maggie Stands Looking

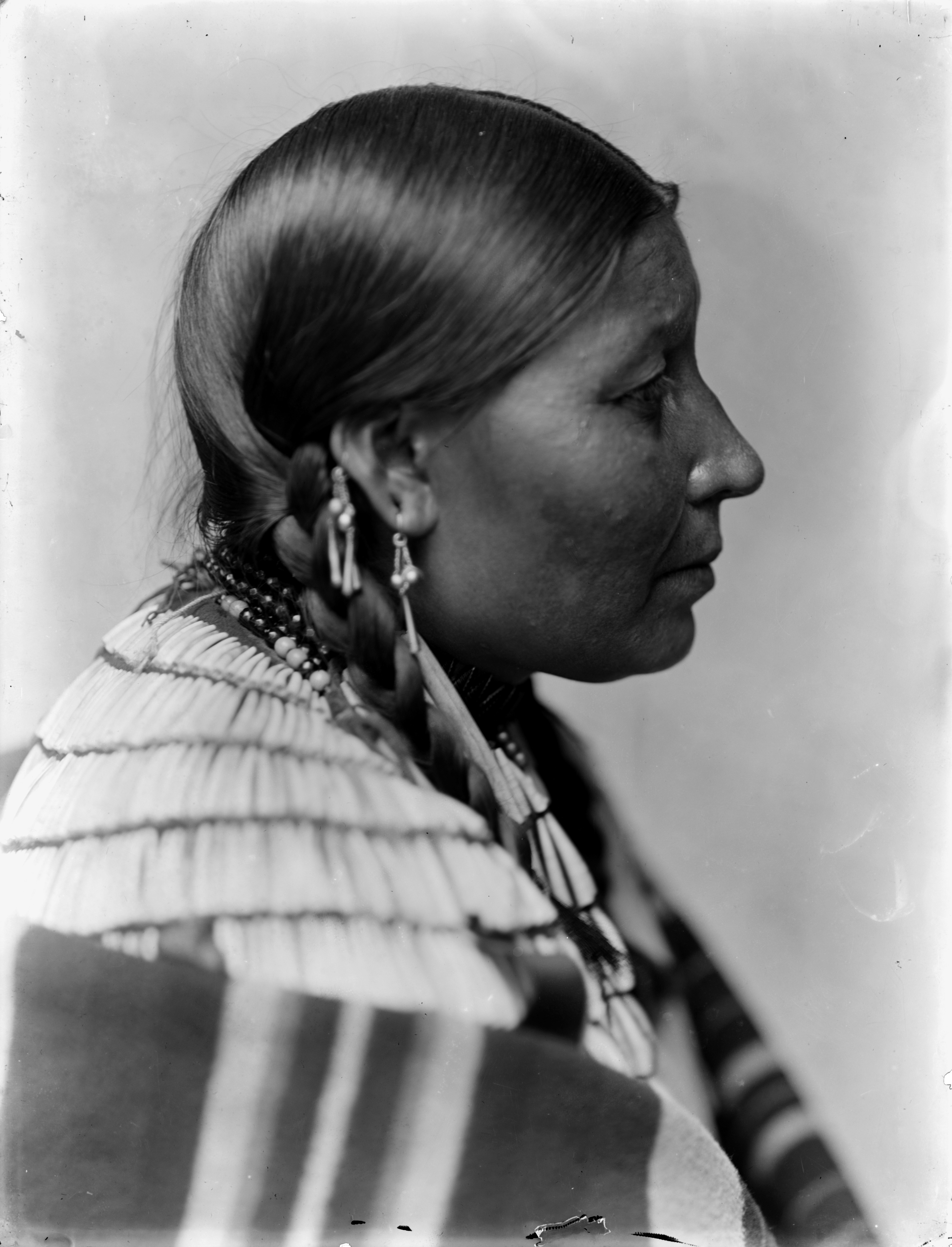
Moglie di Cavallo Americano, Dakota Sioux, di Gertrude Käsebier, circa 1900

Maggie Stands Looking fu una degli studenti modello del capitano Pratt.
Maggie Stands Looking fece parte della prima ondata di nativi presi da Rosebud. Secondo quanto scritto da Pratt nel suo libro "Battlefield and Classroom", Maggie ebbe difficoltà ad adattarsi al suo nuovo stile di vita di Carlisle. Una volta schiaffeggiò Miss Hyde, la matrona, quando questa insistette sul fatto che Maggie rifacesse il letto ogni giorno e tenesse la camera pulita. Come molti degli studenti della Carlisle, Maggie fu arruolata nell'Outing Program. Invece di riconsegnare i bambini indiani alle loro famiglie nei mesi estivi, il processo di detribalizzazione proseguiva consegnandoli a famiglie non indiane.

### Carlisle Wild Westers

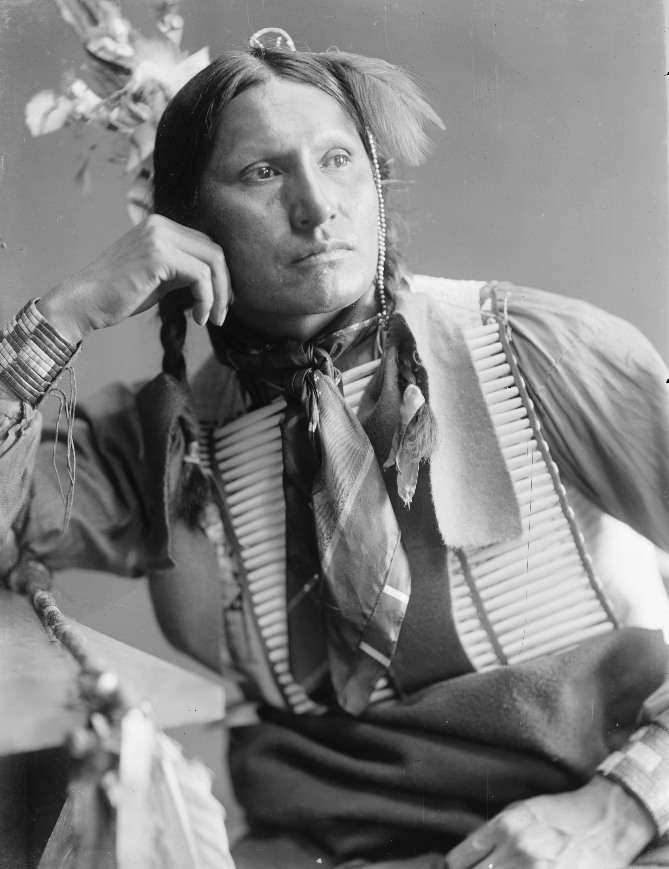
Samuel Cavallo Americano fu un Carlisle Wild Wester. Dal 1887 il Wild Westing era diventato una tradizione familiare per centinaia di famiglie di Pine Ridge

Come Ben Cavallo Americano e Samuel Cavallo Americano, molti Wild Wester Oglala Lakota originari della riserva di Pine Ridge frequentarono la Carlisle. I Carlisle Wild Westers erano attirati dall'avventura, dalla paga e dall'opportunità di essere assunti come attori, accompagnatori, interpreti e reclutatori. I Wild Wester di Pine Ridge iscrissero i propri figli alla Carlisle Indian Industrial School dall'inizio del 1879 fino alla chiusura avvenuta nel 1918. Nel 1879 i capi Oglala Lakota Cavallo Blu, Cavallo Americano e Camicia Rossa iscrissero i figli alla prima classe della Carlisle. Volevano che i figli imparassero l'inglese, sviluppassero capacità commerciali ed apprendessero le tradizioni dei bianchi. "Questi primi bambini Sioux giunti alla Carlisle potrebbero non essersi trovati bene. Ma era la loro unica opportunità di futuro".

## Opposizione alla Danza degli spiriti

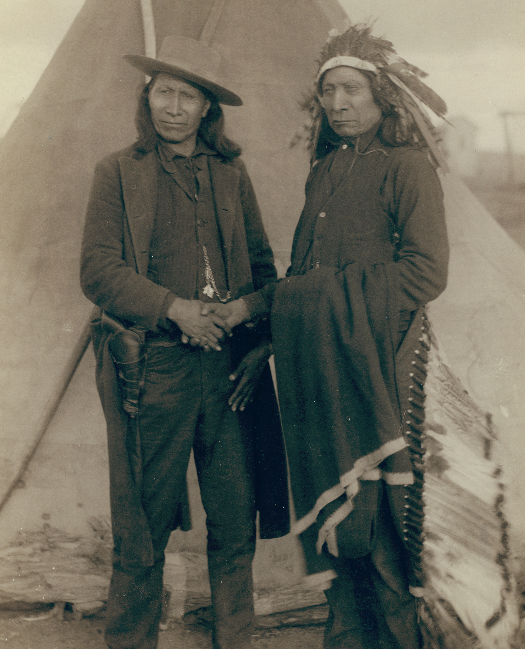
Cavallo Americano, a sinistra, Nuvola Rossa, a destra, 1891. Cavallo Americano era cognato di Nuvola Rossa

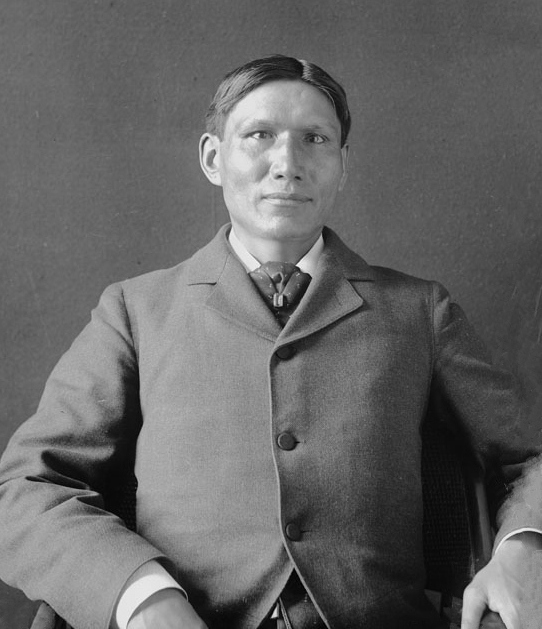
Il dottor Charles A. Eastman (Ohiyesa) fu un biografo di Cavallo Americano durante la Danza degli spiriti del 1890

"Fu durante l'ultima battaglia del suo popolo, al tempo della mania del Messia nel 1890-1891 che Cavallo Americano dimostrò come mai prima la sua grandezza. Mentre molti suoi amici furono assorbiti dal nuovo pensiero, lui si tenne in disparte e suggerì al suo popolo di fare lo stesso. Quando si trasformò in un enorme terremoto tra le nazioni vi si oppose fermamente. A tutti gli indiani che non aderirono alla Danza degli spiriti fu ordinato di recarsi nell'agenzia di Pine Ridge. Cavallo Americano fu il primo a portarvi il proprio popolo. Ero lì al tempo e parlai con lui quotidianamente. Quando Piccolo fu arrestato i suoi seguaci attaccarono la polizia indiana, il che probabilmente avrebbe portato ad un massacro generalizzato. So che questa mossa disperata fu contrastata fin dall'inizio da Cavallo Americano, e si crede che la sua stessa vita fosse stata minacciata".
"Il giorno del "Grande Problema", quando migliaia di indiani si riunirono presso l'agenzia, questo uomo Piccolo, che era rimasto nascosto, camminò coraggiosamente tra loro. Ovviamente la polizia lo arrestò a vista, e fu portato al posto di guardia. Combatté con loro ma fu sconfitto. Un gruppo di guerrieri cercò di salvarlo, e ci fu confusione ed un grido generale di "Veloci con loro! Uccideteli tutti!". Vidi Cavallo Americano uscire a piedi dall'ufficio dell'agente e calmare la folla inferocita. "Perché lo fate?" chiese. "Fermatevi, uomini, fermatevi e pensate prima di agire! Ucciderete i vostri bambini, le vostre donne, si, distruggerete la vostra nazione oggi?". Rimase in piedi di fronte a loro come una statua e gli uomini che stavano trattenendo i due poliziotti si fermarono un istante. Proseguì: "Siete coraggiosi oggi perché siete più dei bianchi, ma cosa farete domani? Ci sono ferrovie su ogni lato. I soldati giungeranno da ogni direzione a migliaia e vi circonderanno. Avete poco cibo e munizioni. Sarà la fine per il vostro popolo. Fermatevi, vi dico, fermatevi ora!". Jack Nuvola Rossa, figlio del vecchio capo, corse da lui e gli puntò una pistola sul volto. "Siete tu e gli uomini come te", gridò, "ad aver ridotto la nostra razza in schiavitù e fame!". Cavallo Americano non si tirò indietro ma rientrò nell'ufficio, seguito da Jack ancora con la pistola. La sua calma e eloquenza avevano salvato la giornata. Altri poliziotti ebbero il tempo di raggiungere il posto, e con molti amici indiani presero il comando della situazione. Quando entrai nell'ufficio lo trovai solo ed apparentemente calmo. "Dove sono l'agente e gli impiegati?" chiesi. "Sono fuggiti dalla porta sul retro", rispose, sorridendo. "Penso che siano in cantina. Questi sciocchi ci avevano quasi preso di sorpresa, ma penso che sia finita".

## Prima parata inaugurale di Theodore Roosevelt nel 1905

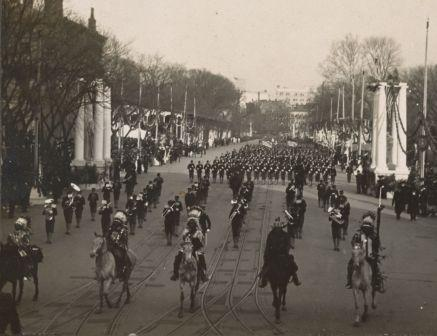
Prima parata inaugurale di Theodore Roosevelt, 4 marzo 1905. Sei capi nativi americani a cavallo con le facce dipinte ed i tipici copricapi, seguiti dai 46 elementi della Carlisle Indian School Band e da una brigata di 350 cadetti di Carlisle Cadet in armi parteciparono alla parata

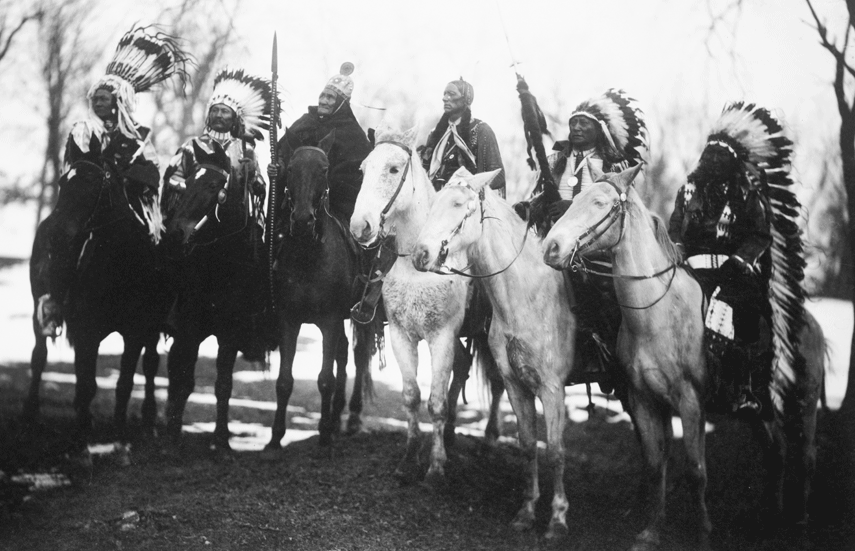
Sei capi tribù. Da sinistra a destra: Piccola Piuma (Piegan), Buckskin Charley (Ute), Geronimo (Chiricahua Apache), Quanah Parker (Comanche), Hollow Horn Bear (Brulé Sioux) e Cavallo Americano (Oglala Sioux)

Il 4 marzo 1905 i Wild Wester e la Carlisle misero in scena immagini contrastanti dei nativi americani nella prima parata inaugurale di Theodore Roosevelt. Sei famosi capi tribù, Geronimo (Apache), Quanah Parker (Comanche), Buckskin Charlie (Ute), Cavallo Americano (Sioux), Hollow Horn Bear (Sioux) e Piccola Piuma (Blackfoot) si incontrarono a Carlisle (Pennsylvania) per organizzare la parata con i cadetti di Carlisle e la relativa banda. Theodore Roosevelt assistette con la moglie, la figlia ed altri ospiti famosi ed insieme osservarono i cadetti di West Point e del famoso 7º cavalleria del generale George Armstrong Custer che combatterono la battaglia del Little Bighorn marciare su Pennsylvania Avenue. Quando il gruppo di Wild Wester ed i cadetti della Carlisle furono visibili, il presidente Roosevelt sventolò vigorosamente il proprio cappello e tutti con lui si alzarono in piedi per vedere i sei famosi capi indiani a cavallo adornati con pitture facciali e copricapi di piume, seguiti dai 46 membri della Carlisle Indian School Band e da un gruppo di 350 cadetti in armi della Carlisle. A guidare il gruppo era Geronimo, vestito da guerriero Apache al centro della strada. Si disse che: "I capi fecero scalpore, eclissando tutto il resto della parata" e "tutti gli occhi erano puntati sui sei capi, i cadetti ricevettero una breve citazione nei giornali e nessuno si preoccupò di fotografarli".

## Maggiore Israel McCreight

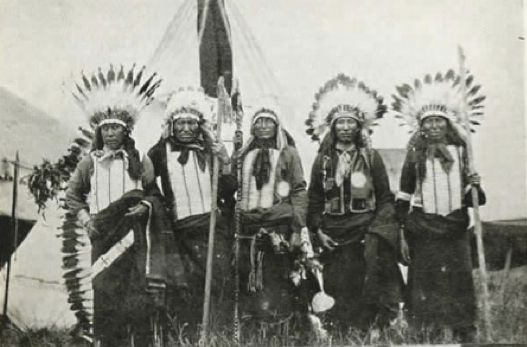
Da sinistra a destra: capi Oglala Lakota Orso Solitario, Cavallo Americano, Coda di Ferro, Nuvola di Ferro e Mulinello. Du Bois, PA., 22 giugno 1908

Cavallo Americano era sempre un ospite benvenuto a The Wigwam, la casa del maggiore Israel McCreight situata a Du Bois (Pennsylvania). The Wigwam era un ritiro per politici, uomini d'affari, giornalisti ed avventurieri dell'epoca del progresso. Du Bois, snodo ferroviario centro-settentrionale lungo la Eastern Continental Divide, era una tappa molto frequentata dai viaggiatori. I Wild Wester avevano bisogno di un posto in cui rilassarsi, e The Wigwam era una casa calda e confortevole in cui gli indiani potessero fare gli indiani, dormire in pelli di bisonte e tipi, camminare nel bosco, fare una colazione abbondante, fumare le loro pipe e raccontare le storie e le gesta. In un'occasione 150 indiani del Wild West di Buffalo Bill si accamparono nella foresta di The Wigwam. I capi Cavallo Americano, Cavallo Blu, Jim Grass, Cavallo Mulinello, Gambe di Tacchino, Orso Solitario, Nuvola di Ferro, Cane Orso, Ragazzo Giallo, Pioggia in Faccia, Hollow Horn Bear, Kills-Close-To-Lodge, Aquila Rossa, Bella Faccia (Eta Waste), Benjamin Brave (Ohitika) e Toro Tonante visitarono The Wigwam. Anche i leggendari capi Crow Molti Colpi e Cane Corvo lo visitarono. Il 22 giugno 1908 McCreight fu adottato come capo onorario degli Oglala Lakota e gli fu dato il nome di Cante Tanke ("Grande Cuore"). In quell'occasione Buffalo Bill si trovava a Du Bois con il congresso Wild West di Rough Riders. Dodicimila persone al giorno assistevano allo show di Buffalo Bill e 150 Oglala si trovavano in città con 150 cavalli. La cerimonia fu tenuta da Coda di Ferro nella tenda di Buffalo Bill, e vi parteciparono Cavallo Americano, Orso Solitario, Cavallo Mulinello e 100 Wild Wester Oglala Lakota.

## Conto degli inverni di Cavallo Americano
Cavallo Americano era uno storico Lakota e scrisse un "conto degli inverni" su un pezzo di tessuto in cui descrisse oltre un secolo di storia Lakota, dal 1775 al 1878. Gli anni Lakota erano il periodo di tempo tra la prima nevicata dell'inverno e la prima dell'inverno successivo. Agli anni veniva dato un nome in base agli eventi che sarebbe stato facile ricordare. Ad esempio, il conto degli inverni di Falco Volante per il 1866 quando avvennero i fatti di Fetterman durante la guerra di Nuvola Rossa viene definito "Wasicu opawinge wica ktepi" o "Uccisero cento uomini bianchi". Allo stesso modo il 1876 è "Marpiya llute sunkipi" o " presero i cavalli di Nuvola Rossa" (lo United States Army lo fece dopo la battaglia del Little Bighorn), mentre il 1877 è "Tasunka witko ktepi" o "Uccisero Cavallo Pazzo" ed il 1890 è "Si-tanka ktepi" o "Quando uccisero Grande Piede" (il massacro di Wounded Knee). Nel 1879 Cavallo Americano scrisse il conto degli inverni su carta su richiesta di William H. Corbusier, un chirurgo dell'esercito. Corbusier lo mandò allo Smithsonian assieme ad una spiegazione degli anni. Cavallo Americano disse che il conto degli inverni era stato tenuto dalla sua famiglia per generazioni, e che era stato consegnato da suo nonno al padre e poi a lui. Cavallo Americano era nato l'anno in cui rubarono molti cavalli da Flatheads (1840-1841). La sua morte è segnata nel calendario di Niente Orecchie per l'anno 1908-1909.

## Ultimi anni

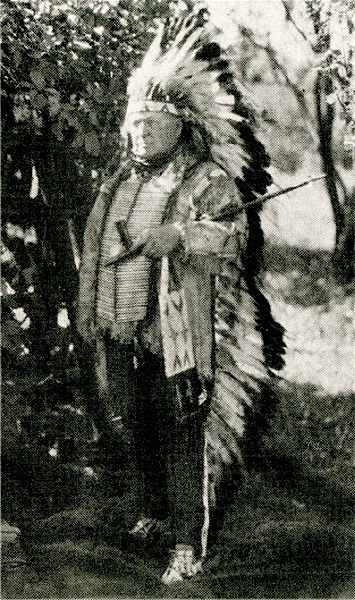
The Wigwam a Du Bois, Pennsylvania, casa del maggiore Israel McCreight, Cante Tanke "Grande Cuore", e casa orientale degli Oglala Lakota "Oskate Wicasa"

Cavallo Americano morì per cause naturali nei pressi di Kyle, Pine Ridge, Dakota del Sud, il 16 dicembre 1908 e venne sepolto presso il Cimitero della Sanata Croce della cittadina medesima.